# Воля-Задибська-Кольонія
Воля-Задибська-Кольонія (пол. Wola Zadybska-Kolonia) — село в Польщі, у гміні Клочев Рицького повіту Люблінського воєводства.
У 1975-1998 роках село належало до Седлецького воєводства.